# برف‌پاک‌کن

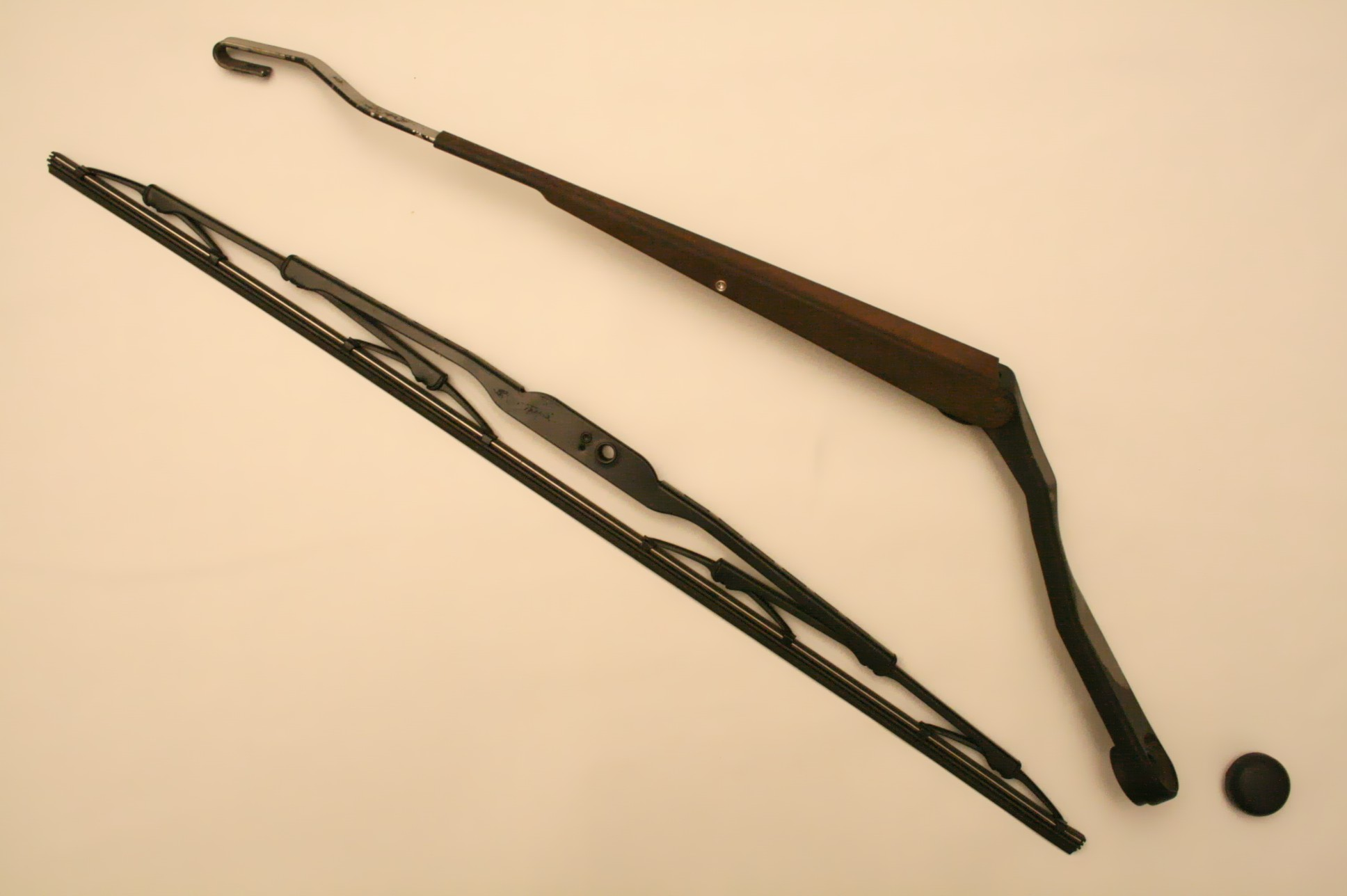
برف پاک‌کن

برف‌پاک‌کن در خودرو، وسیله‌ای است که برای پاک‌کردن برف و باران و گاهی تمیزکردن شیشهٔ خودرو به‌کار می‌رود. نخستین برف‌پاک‌کن کارای خودرو در ۱۹۰۳ میلادی توسط بانوی مخترع آمریکایی، مری اندرسون اختراع شد. برف‌پاک‌کن در طول یک سده، رفته‌رفته از یک وسیلهٔ پیش‌پاافتاده در خودروهای قدیمی، به وسیله‌ای پراهمیت در خودروهای امروزی تبدیل شد.
البته حرکت قابل‌توجه در زمینهٔ ظهور و پیدایش «برف‌پاک‌کن» به پنج سال پیش از آن بازمی‌گشت؛ زمانی که یک انگلیسی به نام J.H. Apjohn بازوی پاک‌کننده‌ای را ساخت که قابل حرکت بود و به یک نقطه از قاب شیشه وصل می‌شد. مشکل اصلی طرح این مخترع انگلیسی این بود که این بازوی متحرک تنها می‌توانست بخشی از شیشه را تمیز کند.
در آغاز، برف‌پاک‌کنِ خودرو دستی بود، ولی رفته‌رفته خلئی و سپس در ۱۹۲۲ الکتریکی شد. قبل از اختراع برف‌پاک‌کن، نیمهٔ بالای شیشهٔ جلو را برمی‌داشتند تا راننده در هنگام بارانی بودن هوا، دید کافی برای رانندگی داشته‌باشد.
آب برای برف‌پاک‌کن مثل روغن برای موتور است پس نباید برف‌پاک‌کن را به‌صورت خشک به‌کار انداخت.

## نگارخانه
